# Albert Eger Brown
Albert Eger Brown, né le 13 juin 1889 à Charleston, Caroline du Sud et décédé le 12 octobre 1984 est un général américain.

## Biographie
Albert Eger Brown est né le 13 juin 1889 à Charleston, en Caroline du Sud.
Il a étudié dans l'infanterie à West Point et est diplômé en 1912. Il sert à Veracruz, au Mexique en 1914. Il se bat en France lors de la Première Guerre mondiale avec la 183e Brigade de l'American Force expéditionnaire entre 1918 à 1919, il participe à Bataille de l'Aisne (1918).
Il devient par la suite professeur de sciences et tactique militaire à l'Université du Dakota du Nord de 1919 à 1923. Il est diplômé à la Command and General Staff School en 1925, du War College armée en 1930 et le Naval War College en 1931. Il travaille au ministère de la Guerre de 1931 à 1935. Il est membre du conseil de l'infanterie de 1935 à 1938. Retourne au ministère de la Guerre de 1940 à 1941.
Il devient général de brigade en Août 1941 et major-général en mai 1942. Il commande la 7e division d'infanterie légère (États-Unis) dans les îles Aléoutiennes de Mai 1942 à Juin 1943. Il devient commandant du Centre de formation de l'infanterie au camp Wheadle en 1943 puis dirige la 5e Division d'infanterie de 1943 à 1945.
Après la guerre, il commande la 6e division d'infanterie (États-Unis) de Juin à Septembre 1946.
Il prend sa retraite en Juin 1949.
Il décédé le 12 octobre 1984.

## Décorations
- Legion of Merit
- Bronze Star